# Sơn Bình, Khánh Sơn
Sơn Bình là một xã thuộc huyện Khánh Sơn, tỉnh Khánh Hòa, Việt Nam.
Xã Sơn Bình có diện tích 47,51 km², dân số năm 1999 là 2077 người, mật độ dân số đạt 44 người/km².